# Dicranota crassicauda
Dicranota (Dicranota) crassicauda là một loài ruồi trong họ Pediciidae. Chúng phân bố ở vùng sinh thái Palearctic.